# 察雅舞蛛
察雅舞蛛（学名：Alopecosa chagyabensis）为狼蛛科舞蛛属的动物。在中国大陆，分布于西藏等地，常栖息于草丛。该物种的模式产地在西藏。